# واندا راموس
واندا راموس (بالبرتغالية: Wanda Ramos‏) هي مترجمة وكاتِبة وشاعرة برتغالية، ولدت في 1948 في دوندو في أنغولا، وتوفيت في 1998 في لشبونة في البرتغال.